# چندا کوچر
چندا کوچر (به هندی: चंदा कोचर) (زاده ۱۷ نوامبر ۱۹۶۱) کارآفرین، بانکدار و مدیر ارشد اجرایی هندی است، که در حال حاضر به‌عنوان مدیر عامل اجرایی آی‌سی‌آی‌سی‌آی بانک فعالیت می‌کند.